# Xã Mulberry, Quận Clay, Kansas
Xã Mulberry (tiếng Anh: Mulberry Township) là một xã thuộc quận Clay, tiểu bang Kansas, Hoa Kỳ. Năm 2010, dân số của xã này là 331 người.